# 10611 Yanjici
10611 Yanjici este un asteroid din centura principală de asteroizi.

## Descriere
10611 Yanjici este un asteroid din centura principală de asteroizi. A fost descoperit pe 23 ianuarie 1997 la Xinglong în cadrul programului Beijing Schmidt CCD Asteroid Program. Asteroidul prezintă o orbită caracterizată de o semiaxă mare de 3,19 ua, o excentricitate de 0,08 și o înclinație de 11,4° în raport cu ecliptica.